# Ronde van Italië 1919
| Eindklassement      |                     |              |
| Algemeen klassement | Costante Girardengo | 112h 51' 29" |
| Tweede              | Gaetano Belloni     | + 51' 56"    |
| Derde               | Marcel Buysse       | + 1h 05' 31" |
| Vierde              | Clemente Canepari   | + 1h 34' 35" |
| Vijfde              | Ugo Agostoni        | + 1h 39' 39" |
| Zesde               | Angelo Gremo        | + 2h 20' 01" |
| Zevende             | Ezio Corlaita       | + 4h 12' 07" |
| Achtste             | Lauro Bordin        | + 4h 16' 32" |
| Negende             | Giosuè Lombardi     | + 4h 28' 33" |
| Tiende              | Ugo Ruggeri         | + 6h 03' 51" |
| (Ned)               | ... ()              | + ..' .."    |
| Rode Lantaarn       | ... (..e)           | + .h ..' .." |
| Ploegenklassement   | Stucchi             | ...h ..' .." |
| Tweede              | ...                 | -            |
| Derde               | ...                 | -            |

In 1919 ging de 7e Giro d'Italia op 21 mei van start in Milaan. Hij eindigde op 8 juni in Milaan. Er stonden 66 renners verdeeld over .. ploegen aan de start. Hij werd gewonnen door Costante Girardengo.

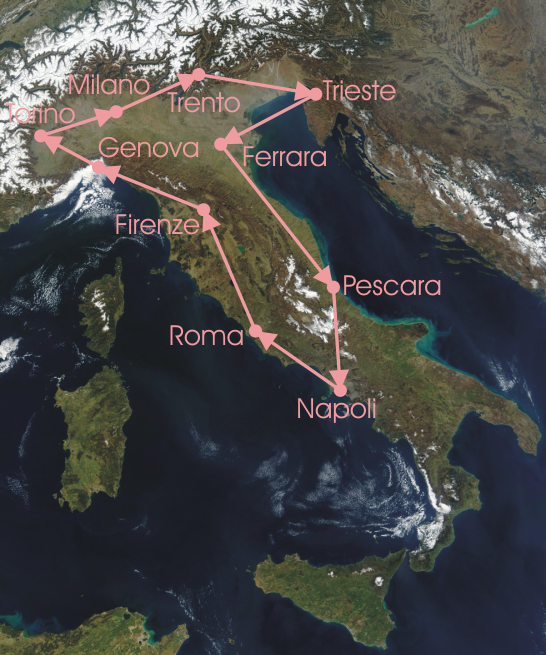

Aantal ritten: 10

Totale afstand: 3009 km

Gemiddelde snelheid: 26.662 km/h

Aantal deelnemers: 66

## Belgische en Nederlandse prestaties
In totaal namen er .. Belgen en .. Nederlanders deel aan de Giro van 1919.

### Belgische etappezeges
- In 1919 was er geen Belgische etappezege.

### Nederlandse etappezeges
- In 1919 was er geen Nederlandse etappezege.

## Etappe uitslagen
| Datum  | Etappe    | Parcours          | Afstand | Eerste                    | Tweede                    | Derde                   | Klassementsleider         |
| ------ | --------- | ----------------- | ------- | ------------------------- | ------------------------- | ----------------------- | ------------------------- |
| 21 mei | etappe 1  | Milaan - Trente   | 302 km  | Costante Girardengo (Ita) | Alfonso Calzolari (Ita)   | Alfredo Sivocci (Ita)   | Costante Girardengo (Ita) |
| 23 mei | etappe 2  | Trente - Triëst   | 334 km  | Costante Girardengo (Ita) | Alfonso Calzolari (Ita)   | Giuseppe Santhià (Ita)  | Costante Girardengo (Ita) |
| 25 mei | etappe 3  | Triëst - Ferrara  | 282 km  | Oscar Egg (Zwi)           | Costante Girardengo (Ita) | Gaetano Belloni (Ita)   | Costante Girardengo (Ita) |
| 27 mei | etappe 4  | Ferrara - Pescara | 411 km  | Ezio Corlaita (Ita)       | Luigi Lucotti (Ita)       | Marcel Godivier (Fra)   | Costante Girardengo (Ita) |
| 29 mei | etappe 5  | Pescara - Napels  | 312 km  | Gaetano Belloni (Ita)     | Costante Girardengo (Ita) | Marcel Buysse (Bel)     | Costante Girardengo (Ita) |
| 31 mei | etappe 6  | Napels - Rome     | 203 km  | Costante Girardengo (Ita) | Alfredo Sivocci (Ita)     | Marcel Godivier (Fra)   | Costante Girardengo (Ita) |
| 2 juni | etappe 7  | Rome - Florence   | 350 km  | Costante Girardengo (Ita) | Marcel Buysse (Bel)       | Clemente Canepari (Ita) | Costante Girardengo (Ita) |
| 4 juni | etappe 8  | Florence - Genua  | 261 km  | Costante Girardengo (Ita) | Angelo Gremo (Ita)        | Clemente Canepari (Ita) | Costante Girardengo (Ita) |
| 6 juni | etappe 9  | Genua - Turijn    | 277 km  | Costante Girardengo (Ita) | Gaetano Belloni (Ita)     | Ugo Agostoni (Ita)      | Costante Girardengo (Ita) |
| 8 juni | etappe 10 | Turijn - Milaan   | 277 km  | Costante Girardengo (Ita) | Marcel Buysse (Bel)       | Gaetano Belloni (Ita)   | Costante Girardengo (Ita) |

 winnaars · 
roze trui · 
  puntenklassement · 
  bergklassement · 
 jongerenklassement · 
 intergiro · 
 ploegenklassement · 
 strijdlust · 
 zwarte trui
Giro d'Italia Next Gen · Giro Donne · Cima Coppi
 Belgische rozetruidragers · etappewinnaars
 Nederlandse rozetruidragers · etappewinnaars
Mannen:
1909 · 
1910 · 
1911 · 
1912 · 
1913 · 
1914 · 
1919 · 
1920 · 
1921 · 
1922 · 
1923 · 
1924 · 
1925 · 
1926 · 
1927 · 
1928 · 
1929 · 
1930 · 
1931 · 
1932 · 
1933 · 
1934 · 
1935 · 
1936 · 
1937 · 
1938 · 
1939 · 
1940 · 
1946 · 
1947 · 
1948 · 
1949 · 
1950 · 
1951 · 
1952 · 
1953 · 
1954 · 
1955 · 
1956 · 
1957 · 
1958 · 
1959 · 
1960 · 
1961 · 
1962 · 
1963 · 
1964 · 
1965 · 
1966 · 
1967 · 
1968 · 
1969 · 
1970 · 
1971 · 
1972 · 
1973 · 
1974 · 
1975 · 
1976 · 
1977 · 
1978 · 
1979 · 
1980 · 
1981 · 
1982 · 
1983 · 
1984 · 
1985 · 
1986 · 
1987 · 
1988 · 
1989 · 
1990 · 
1991 · 
1992 · 
1993 · 
1994 · 
1995 · 
1996 · 
1997 · 
1998 · 
1999 · 
2000 · 
2001 · 
2002 · 
2003 · 
2004 · 
2005 · 
2006 · 
2007 · 
2008 · 
2009 · 
2010 · 
2011 · 
2012 · 
2013 · 
2014 · 
2015 · 
2016 · 
2017 · 
2018 · 
2019 · 
2020 · 
2021 · 
2022 · 
2023 · 
2024 · 
2025
Vrouwen:
1988 · 
1989 · 
1990 · 
1991 ·
1992 ·
1993 · 
1994 · 
1995 · 
1996 · 
1997 · 
1998 · 
1999 · 
2000 · 
2001 · 
2002 · 
2003 · 
2004 · 
2005 · 
2006 · 
2007 · 
2008 · 
2009 · 
2010 · 
2011 · 
2012 ·
2013 · 
2014 ·
2015 ·
2016 ·
2017 ·
2018 ·
2019 ·
2020 ·
2021 ·
2022 ·
2023 ·
2024 ·
2025